# K.Channasandra, Bangalore South
K.Channasandra là một làng thuộc tehsil Bangalore South, huyện Bangalore Urban, bang Karnataka, Ấn Độ.